# Антилопа козулина
Антилопа козулина[джерело?] (Pelea capreolus) — вид парнокопитних ссавців родини Бикові (Bovidae).

## Поширення
Вид поширений у ПАР, Лесото та Есватіні. За оцінками 1999 року популяція становить 18 тис. особин, проте вона має тенденцію до зниження.

## Опис
Вага дорослих антилоп не перевищує 20-30 кг, а висота в холці — 70-80 см. Роги тонкі, злегка зігнуті вперед, поперечні кільця на них ледь помітні, довжина рогів досягає 15-25 см. Шерсть м'яка, щільна, злегка хвиляста, на голові і спині сіра або сірувато-бура, на горлі і череві біла.

## Спосіб життя
Мешкає на кам'янистих або скелястих, порослих чагарником горбистих ділянках савани, розташованих неподалік від озер або річок. Зазвичай вони тримаються невеликими групами, що складаються з дорослого самця і кількох самиць з телятами, хоча зрідка зустрічаються і великими стадами. Харчуються травою. На водопій зазвичай ходять вночі. Пасуться, як і багато інших антилопи, вранці і перед заходом сонця, а день проводять лежачи в кущах, причому самець часто виконує обов'язки вартового.
Антилопа козулина дуже чутлива тварина, і при найменшій небезпеці стадо кидається навтіки. На бігу ці антилопи високо підкидають задні ноги, а хвіст тримають майже вертикально. У період гону самці бувають дуже агресивні і між ними нерідкі запеклі бійки. Вагітність триває близько 6-7 місяців, в листопаді — грудні вона народжує одного, частіше двох телят.